# گولا (الهه)
گولا (سومری: "بزرگ") الهه بین‌النهرینی پزشکی، در جایگاه پزشک و مامای الهی تصویر می‌شد.

## نام
نام گولا ریشه سومری دارد و معمولا به «بزرگ» معنا می‌شود.

## شخصیت و شمایل‌نگاری
همانند سایر الهه‌های طب در بین‌النهرین، گولا در جایگاه پزشکی الهی قرار داشت.

### گولا و سگ‌ها
گولا با سگ‌ها ارتباط داشت و در هنر می‌توانست این حیوانات را همراهی کند، اگرچه به تصویر کشیدن آنان نسبتاً غیرمعمول است.

### ارتباط با سایر حیوانات
در یک وِرد مذهبی، یک کِرم، احتمالا زالو، «دختر گولا» نامیده می‌شود.

## ارتباط با سایر خدایان
در نخستین منابع، گولا همسری نداشت و او همچنان در دوره بابلی باستان،  الههٔ مجردی  در نظر گرفته می‌شد. در اسناد مربوط به دوره کاسی‌ها، او را همسر نینورتا می‌خوانند. هرچند، گولا در متن‌های آرشیوهای سلسله اول سرزمین‌دریا با او ارتباطی ندارد.  فهرست خدای آن = آنوم، پابیلساگ را شوهر او می‌خواند.

## پرستش

### نخستین گواهی‌ها
معمولاً فرض بر این است که گولا برای اولین بار در منابع مربوط به سلسله سوم اور ظاهر می‌شود و مرکز اولیه آیین او اوما بوده است.

### اوروک
گولا در اوروک در منابع مربوط به دوره اور سوم گواهی شده‌است.